# Liste der Geotope in Stuttgart
Diese sortierbare Liste der Geotope in Stuttgart enthält die Geotope der baden-württembergischen Landeshauptstadt Stuttgart, die amtlichen Bezeichnungen für Namen und Nummern sowie deren geographische Lage. Die Geotope sind im Geotop-Kataster Baden-Württemberg dokumentiert und umfassen Aufschlüsse von Gesteinen, Böden, Mineralien und Fossilien sowie besondere Landschaftsteile.

## Liste
In Stuttgart sind 49  Geotope (Stand 21. Februar 2020) offiziell vom Landesamt für Geologie, Rohstoffe und Bergbau (LGRB) ausgewiesen:
| Steckbrief Nr. (PDF) | Name                                                                                            | Geotoptyp          | Gemeinde/Stadt, Gemarkung          | Koordinaten                     | Bild | Bemerkungen |
| -------------------- | ----------------------------------------------------------------------------------------------- | ------------------ | ---------------------------------- | ------------------------------- | ---- | --- |
| 4583                 | Straße zwischen Stg.-Schönberg und Stg.-Riedenberg im Tal W von Riedenberg                      | Landschaftselement | Stuttgart Gemarkung Birkach        | 48° 44′ 4,7″ N, 9° 12′ 25,1″ O  |      | Geologische Einheit: Knollenmergel Status: mit geschützt (NSG Eichenhain) |
| 4584                 | Mombachquelle in Stuttgart-Bad Cannstatt                                                        | Quelle             | Stuttgart Gemarkung Bad Cannstatt  | 48° 48′ 41,5″ N, 9° 12′ 52,2″ O |      | Geologische Einheit: Travertin Status: geschützt (Naturdenkmal Mineralwasserquelltopf "Mombachquelle") |
| 4585                 | Aufschluss SE vom Bahnhof Bad Cannstatt in der Heinrich-Ebner-Straße                            | Aufschluss         | Stuttgart Gemarkung Bad Cannstatt  | 48° 47′ 59,3″ N, 9° 13′ 18,5″ O |      | Geologische Einheit: Löss über Travertin Status: geschützt (Naturdenkmal Erdgeschichtlicher Aufschluss im Travertin "Heinrich-Ebner-Straße")                                                                   |
| 4586                 | Aufschluss an der Grenze mo/ku in Bad Cannstatt                                                 | Aufschluss         | Stuttgart Gemarkung Bad Cannstatt  | 48° 49′ 5,6″ N, 9° 13′ 49,6″ O  |      | Geologische Einheit: Oberer Muschelkalk/ Lettenkeuper Status: geschützt (Naturdenkmal Erdgeschichtlicher Aufschluss an der Grenze Muschelkalk/Lettenkeuper Nähe Einsteinstraße)                                |
| 4587                 | Aufschluss beim Kursaal in Bad Cannstatt N vom Quellenhof                                       | Aufschluss         | Stuttgart Gemarkung Bad Cannstatt  | 48° 48′ 32,7″ N, 9° 13′ 25″ O   |      | Geologische Einheit: Travertin über Neckarnagelfluh Status: geschützt (Naturdenkmal Erdgeschichtlicher Aufschluss "Neckarnagelfluh" am Kursaal)                                                                |
| 4588                 | Aufschlüsse in der Schwälblesklinge beim Waldfriedhof                                           | Aufschluss         | Stuttgart Gemarkung Degerloch      | 48° 44′ 49,8″ N, 9° 8′ 25,4″ O  |      | Geologische Einheit: Stubensandstein Status: geschützt (Naturdenkmal Schwälblesklinge) |
| 4589                 | Aufschluss am Horn (aufg. Mergelgrube) E von Weil im Dorf                                       | Aufschluss         | Stuttgart Gemarkung Feuerbach      | 48° 49′ 0,7″ N, 9° 7′ 46,9″ O   |      | Geologische Einheit: Gipskeuper Status: mit geschützt (NSG Greutterwald) |
| 4590                 | Quelle Salzlöchle am östl. Ortsrand von Stg.-Heumaden                                           | Quelle             | Stuttgart Gemarkung Heumaden       | 48° 44′ 41,1″ N, 9° 14′ 16,8″ O |      | Geologische Einheit: Arietenkalk-Formation Status: geschützt (Naturdenkmal Quelle "Salzlöchle") |
| 4591                 | Hohlbrunnen mit Bachlauf E von Stuttgart-Hofen                                                  | Quelle             | Stuttgart Gemarkung Hofen          | 48° 50′ 22,3″ N, 9° 14′ 20,4″ O |      | Geologische Einheit: Unterer Keuper Status: geschützt (Naturdenkmal Holbrunnen mit Bachlauf) |
| 4592                 | Dautenfelsen am Rößle-Rundweg NNW von Stg.-Untertürkheim                                        | Felsformation      | Stuttgart Gemarkung Obertürkheim   | 48° 46′ 21,9″ N, 9° 15′ 56,2″ O |      | Geologische Einheit: Stubensandstein Status: geschützt (Naturdenkmal Erdgeschichtlicher Aufschluss im Stubensandstein "Dautenfels")                                                                            |
| 4593                 | Jaißerklinge N von Stg.-Rohracker                                                               | Landschaftselement | Stuttgart Gemarkung Rohracker      | 48° 45′ 32″ N, 9° 13′ 26,6″ O   |      | Geologische Einheit: Übergang Bunte Mergel Stubensandstein Status: geschützt (Naturdenkmal Jaißerklinge) |
| 4594                 | Bußbachklinge mit Hülensteinquelle und Tuff-Felsen E von Stg.-Sillenbuch                        | Landschaftselement | Stuttgart Gemarkung Sillenbuch     | 48° 44′ 46,7″ N, 9° 13′ 21,5″ O |      | Geologische Einheit: Kalktuff Status: geschützt (Naturdenkmal Bußbachklinge mit Kalktuff-Quelle und Tuff-Felsen)                                                                                               |
| 4595                 | Steinklinge E von Stg.-Heumaden                                                                 | Landschaftselement | Stuttgart Gemarkung Heumaden       | 48° 44′ 38,1″ N, 9° 14′ 38,8″ O |      | Geologische Einheit: Stubensandstein Status: geschützt (Naturdenkmal Steinklinge) |
| 4596                 | Aufschluss am E-Fuß des künstl. aufgeschütteten Trümmerbergs Birkenkopf                         | Aufschluss         | Stuttgart                          | 48° 45′ 50,6″ N, 9° 8′ 2,5″ O   |      | Geologische Einheit: Knollenmergel/ Stubensandstein Status: geschützt (Naturdenkmal Erdgeschichtlicher Aufschluss "Birkenkopfverwerfung")                                                                      |
| 4597                 | Aufschluss Heslacher Wand W von Heslach                                                         | Aufschluss         | Stuttgart                          | 48° 45′ 38,3″ N, 9° 8′ 33,8″ O  |      | Geologische Einheit: Stubensandstein Status: geschützt (Naturdenkmal Erdgeschichtlicher Aufschluss in den Stubensandsteinschichten "Heslacher Wald")                                                           |
| 4598                 | Aufg. Steinbruch am Killesberg in der Feuerbacher Heide                                         | Aufschluss         | Stuttgart                          | 48° 47′ 53,5″ N, 9° 10′ 16,1″ O |      | Geologische Einheit: Grenzbereich Schilfsandstein Bunte Mergel Status: geschützt (Naturdenkmal Erdgeschitlicher Aufschluss im Übergang vom Schilfsandstein zu den Unteren Bunten Mergeln "Landenbergerstraße") |
| 4599                 | Aufschluss Rote Wand E vom Hauptbahnhof bei der Uhlandshöhe                                     | Aufschluss         | Stuttgart                          | 48° 46′ 53,1″ N, 9° 11′ 38,7″ O |      | Geologische Einheit: Bunte Mergel Status: geschützt (Naturdenkmal Erdgeschichtlicher Aufschluss "Rote Wand" im Gebäude Hausmannstr. 44 B)                                                                      |
| 4600                 | Aufg. Steinbruch beim Waldheim auf der Staibhöhe in Stg.-Gaisburg                               | Aufschluss         | Stuttgart                          | 48° 46′ 27,1″ N, 9° 13′ 12,2″ O |      | Geologische Einheit: Stubensandstein Status: geschützt (Naturdenkmal Erdgeschichtlicher Aufschluss in den Stubensandsteinschichten "Raichberg")                                                                |
| 4601                 | Aufschlüsse in Stg.-Gaisburg im Bereich Staibhöhe und DRK-Sportplatz                            | Aufschluss         | Stuttgart Gemarkung Wangen         | 48° 46′ 40″ N, 9° 13′ 31,8″ O   |      | Geologische Einheit: Schilfsandstein Status: geschützt (Naturdenkmal Erdgeschichtlicher Aufschluss im Schilfsandstein "Im Abelsberg")                                                                          |
| 4602                 | Hohlweg am Kräherwald zwischen Stuttgart und Stg.-Botnang                                       | Hohlweg            | Stuttgart Stuttgart-West           | 48° 47′ 0,5″ N, 9° 8′ 36,5″ O   |      | Geologische Einheit: Bunte Mergel Status: geschützt (Naturdenkmal Hohlweg mit Lehrbergschichten im Kräherwald)                                                                                                 |
| 4603                 | Aufschluss in der Egelseer Heide E von Rotenberg                                                | Aufschluss         | Stuttgart Uhlbach                  | 48° 47′ 5,4″ N, 9° 17′ 7,5″ O   |      | Geologische Einheit: Stubensandstein Status: geschützt (Naturdenkmal Erdgeschichtlicher Aufschluss in den Stubensandsteinschichten "Eegelseer Heide")                                                          |
| 4604                 | Aufschluss an der Pfaffenwaldstrasse in Vaihingen                                               | Aufschluss         | Stuttgart Vaihingen                | 48° 44′ 44,1″ N, 9° 6′ 10,3″ O  |      | Geologische Einheit: Angulatensandstein Status: geschützt (Naturdenkmal Erdgeschichtlicher Aufschluss im Lias "Angulatensandstein" am Pfaffenwaldring)                                                         |
| 4605                 | Aufschluss in der Oberen Heidenklinge SW von Stuttgart-Sonnenberg                               | Aufschluss         | Stuttgart Vaihingen                | 48° 45′ 25,1″ N, 9° 7′ 23,8″ O  |      | Geologische Einheit: Stubensandstein Status: geschützt (Naturdenkmal Klinge "Obere Heideklinge") |
| 4606                 | Böschungsaufschluss beim Friedhof Zuffenhausen                                                  | Aufschluss         | Stuttgart Zuffenhausen             | 48° 50′ 13″ N, 9° 10′ 48,5″ O   |      | Geologische Einheit: Oberer Muschelkalk Status: geschützt (Naturdenkmal Erdgeschichtlicher Aufschluss im Oberen Muschelkalk)                                                                                   |
| 4607                 | Steinbruch Stephan                                                                              | Aufschluss         | Stuttgart Hofen                    | 48° 49′ 35,7″ N, 9° 13′ 17,1″ O |      | Geologische Einheit: Oberer Muschelkalk Status: geschützt (Naturdenkmal Steinbruch "Stephan") |
| 4608                 | Lössaufschluss Freienstein                                                                      | Aufschluss         | Stuttgart Münster                  | 48° 49′ 38,4″ N, 9° 12′ 28,1″ O |      | Geologische Einheit: Löss Status: geschützt (Naturdenkmal Aufschluss im Löss "Freienstein") |
| 4609                 | Aufschluss an der Buckenhalde                                                                   | Aufschluss         | Stuttgart Untertürkheim            | 48° 46′ 55,9″ N, 9° 15′ 45,4″ O |      | Geologische Einheit: Gipskeuper Status: geschützt (Naturdenkmal Erdgeschichtlicher Aufschluss im Mittleren Gipskeuper "Buckenhalde")                                                                           |
| 4610                 | Aufschluss im Viereichenhau                                                                     | Aufschluss         | Stuttgart Degerloch                | 48° 45′ 16,5″ N, 9° 8′ 30,6″ O  |      | Geologische Einheit: Bunte Mergel Status: geschützt (Naturdenkmal Erdgeschichtlicher Aufschluss im Kieselsandstein und den Oberen Bunten Mergeln "Viereichenhau")                                              |
| 4611                 | Steinbruch Haas in Bad Cannstatt-Münster                                                        | Aufschluss         | Stuttgart Bad Cannstatt            | 48° 49′ 2,5″ N, 9° 13′ 0,6″ O   |      | Geologische Einheit: Travertin |
| 4612                 | Aufg. Steinbruch Firma Lauster in Stg.-Bad Cannstatt-Münster                                    | Aufschluss         | Stuttgart Bad Cannstatt            | 48° 49′ 1,5″ N, 9° 13′ 1,1″ O   |      | Geologische Einheit: Travertin |
| 4613                 | Steinbruch Firma Haas in Stg.-Bad Cannstatt-Münster E der Bottroper Straße                      | Aufschluss         | Stuttgart Bad Cannstatt            | 48° 48′ 57,6″ N, 9° 13′ 9,4″ O  |      | Geologische Einheit: Travertin |
| 4614                 | Aufg. Steinbrüche am rechten Neckarufer zwischen. Bad Cannstatt und Hofen W von Steinhaldenfeld | Aufschluss         | Stuttgart Hofen                    | 48° 49′ 37,8″ N, 9° 13′ 10,6″ O |      | Geologische Einheit: Oberer Muschelkalk |
| 4615                 | Klingenaufschluss im Haldenwald bei Sonnenberg                                                  | Aufschluss         | Stuttgart Möhringen                | 48° 44′ 29,3″ N, 9° 9′ 2″ O     |      | Geologische Einheit: Angulatensandstein über Knollenmergel |
| 4616                 | Dornhalde-Weg                                                                                   | Landschaftselement | Stuttgart Möhringen                | 48° 44′ 56,5″ N, 9° 9′ 5,1″ O   |      | Geologische Einheit: Rutschung im Knollenmergel |
| 4617                 | Aufg. Steinbruch am linken Neckarufer am E-Hang des Schnarrenbergs N von St.-Münster            | Aufschluss         | Stuttgart Münster                  | 48° 49′ 47,9″ N, 9° 12′ 25″ O   |      | Geologische Einheit: Oberer Muschelkalk |
| 4618                 | Aufg. Steinbruch auf dem Killesberg                                                             | Aufschluss         | Stuttgart                          | 48° 48′ 23,9″ N, 9° 10′ 6,4″ O  |      | Geologische Einheit: Schilfsandstein |
| 4619                 | Klinge N von Degerloch                                                                          | Landschaftselement | Stuttgart                          | 48° 45′ 27,4″ N, 9° 10′ 42,6″ O |      | Geologische Einheit: Übergang Bunte Mergel/ Stubensandstein |
| 4620                 | Staibhöhe in Stg.-Gaisburg, SE-Ecke des Sportplatzes neben dem Hans-Fuchs-Heim                  | Aufschluss         | Stuttgart Gemarkung Stuttgart-Ost  | 48° 46′ 33,5″ N, 9° 13′ 28,4″ O |      | Geologische Einheit: Bunte Mergel |
| 4621                 | Aufg. Steinbruch auf der Karlshöhe                                                              | Aufschluss         | Stuttgart Gemarkung Stuttgart-Süd  | 48° 46′ 1,5″ N, 9° 9′ 51,3″ O   |      | Geologische Einheit: Schilfsandstein |
| 4622                 | Staibhöhe in Stg.-Gaisburg, Heimgarten der Marienburg                                           | Aufschluss         | Stuttgart Gemarkung Wangen         | 48° 46′ 39,3″ N, 9° 13′ 28,4″ O |      | Geologische Einheit: Schilfsandstein |
| 4623                 | Solitudestraße ca. 400 m NW vom Schloß Solitude                                                 | Landschaftselement | Stuttgart Gemarkung Stuttgart-West | 48° 47′ 17,6″ N, 9° 4′ 43,9″ O  |      | Geologische Einheit: Rutschung im Knollenmergel |
| 4624                 | Aufg. Steinbruch (ehem. Biedermann'scher Steinbruch) in Stuttgart-Untertürkheim                 | Aufschluss         | Stuttgart Gemarkung Untertürkheim  | 48° 47′ 28,4″ N, 9° 14′ 48″ O   |      | Geologische Einheit: Travertin |
| 4625                 | Aufg. Steinbruch in Stg.-Untertürkheim, Strümpfelbacherstr., Neue Kelter                        | Aufschluss         | Stuttgart Gemarkung Untertürkheim  | 48° 46′ 57,6″ N, 9° 15′ 27″ O   |      | Geologische Einheit: Unterer Keuper |
| 4626                 | Böschung entlang der Rotenberger Steige ca. 800 m ESE von Stg.-Untertürkheim                    | Aufschluss         | Stuttgart Gemarkung Untertürkheim  | 48° 47′ 7,2″ N, 9° 15′ 49,1″ O  |      | Geologische Einheit: Gipskeuper |
| 4627                 | Lössaufschluss am Neckar SSW Max-Eyth-See                                                       | Aufschluss         | Stuttgart Gemarkung Hofen          | 48° 49′ 37,5″ N, 9° 12′ 28,9″ O |      | Geologische Einheit: Löss |
| 4628                 | Aufg. Mergelgrube beim Viktor-Köchl-Haus                                                        | Aufschluss         | Stuttgart                          | 48° 47′ 25,1″ N, 9° 9′ 16,8″ O  |      | Geologische Einheit: Bunte Mergel |
| 4629                 | Aufschluss am Fußweg von der Seilbahn-Talstation zum Waldfriedhof N Sonnenberg                  | Aufschluss         | Stuttgart                          | 48° 45′ 18,2″ N, 9° 8′ 32,8″ O  |      | Geologische Einheit: Bunte Mergel |
| 4630                 | Aufg. Steinbruch in Stg.-Gaisburg am Raichberg                                                  | Aufschluss         | Stuttgart                          | 48° 46′ 32,2″ N, 9° 13′ 24,4″ O |      | Geologische Einheit: Bunte Mergel |
| 4631                 | Aufschluss am Mönchberg E von Untertürkheim                                                     | Aufschluss         | Stuttgart Gemarkung Untertürkheim  | 48° 46′ 55,9″ N, 9° 15′ 45,6″ O |      | Geologische Einheit: Gipskeuper |